# Zygocanna purpurea
Zygocanna purpurea är en nässeldjursart som först beskrevs av Péron och Charles Alexandre Lesueur 1810.  Zygocanna purpurea ingår i släktet Zygocanna och familjen Aequoreidae. Inga underarter finns listade i Catalogue of Life.